# Comune di Nørager
Il comune di Nørager, fino al 1º gennaio 2007 è stato un comune danese situato nella contea dello Jutland Settentrionale, il comune aveva una popolazione di 5 565 abitanti (2005) e una superficie di 168 km². Capoluogo era la cittadina omonima.
Dal 1º gennaio 2007, con l'entrata in vigore della riforma amministrativa, il comune è stato soppresso e accorpato ai comuni di Skørping e Støvring per dare luogo al neo-costituito comune di Rebild compreso nella regione dello Jutland Settentrionale.